# پل یانگ (بازیگر)
پل یانگ (انگلیسی: Paul Young؛ زادهٔ ۳ ژوئیهٔ ۱۹۴۴) بازیگر و مجری اهل بریتانیا است.
از فیلم‌ها یا مجموعه‌های تلویزیونی که وی در آن‌ها نقش داشته‌است، می‌توان به لورنا دون، خیابان کورونیشن، آخرین ادای احترام و پوآرو اشاره نمود.